# Amanda Brugel

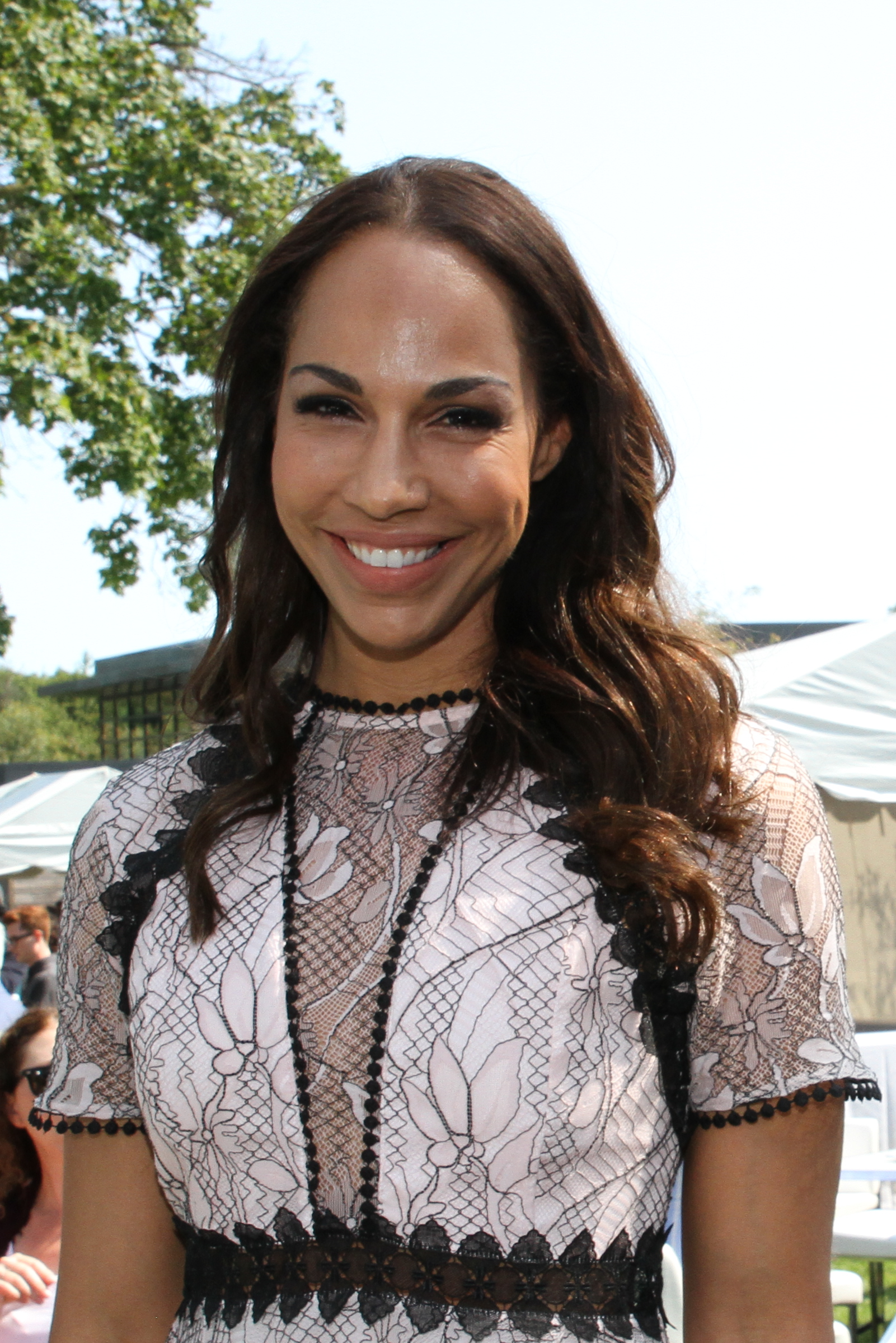
Amanda Brugel (2017)

Amanda Brugel (* 24. März 1978 in Pointe-Claire, Québec) ist eine kanadische Schauspielerin. Bekanntheit erlangte sie vor allem durch ihre Rolle als Michelle Krasnoff in der kanadischen Sitcom Seed und ihre Serienrollen in Orphan Black und The Handmaid’s Tale – Der Report der Magd.

## Leben und Karriere
Amanda Brugel wurde als Tochter eines Afroamerikaners geboren und später von einer Kanadierin und deren aus Südostasien stammenden Mann adoptiert. Ihre Adoptiveltern teilten ihr dies im Alter von elf Jahren mit. In jungen Jahren war Amanda Brugel Tänzerin. Nach dem Schulabschluss wurde sie über das Fine Arts Talent-Stipendium an der York University in Toronto zugelassen. Diese schloss sie 2000 mit einem Bachelor of Fine Arts in Theater ab.
Bereits ein Jahr zuvor gab sie ihr Schauspieldebüt vor der Kamera, mit einer kleinen Rolle im Fernsehfilm Vendetta – Das Gesetz der Gewalt des Senders HBO mit Christopher Walken und Clancy Brown in den Hauptrollen. 2001 war sie als Geko im Horrorfilm Jason X zu sehen. Weitere Filmrollen folgten als Emma in Die Vögel – Attack From Above und als Amanda in The Death of Alice Blue.
Ihre Gastauftritte in Serien umfassen etwa Kojak, The Newsroom, This is Wonderland, Saving Hope, Flashpoint – Das Spezialkommando, Warehouse 13, Nikita, Covert Affairs und Dark Matter.
2008 trat Brugel in der Serie M.V.P. als Megan Chandler in einer Nebenrolle auf. Zudem war sie in diesem Jahr als Lynnie Jordan Teil der Besetzung der Seifenoper Paradise Falls. 2013 war sie in der kanadischen Komödie Sex After Kids als Vanessa zu sehen. Für ihre darstellerischen Leistung wurde sie mit einem ACTRA Award ausgezeichnet und Zudem für einen Canadian Comedy Awards nominiert. Ebenfalls 2013 übernahm sie in der Sitcom Seed als Michelle Krasnoff eine Hauptrolle. Die Serie wurde jedoch nach einem Jahr wieder eingestellt, so dass sie die Rolle in insgesamt 26 Episoden verkörperte.
2014 spielte sie eine kleine Rolle in David Cronenbergs Satiredrama Maps to the Stars  und verkörperte Officer Vongarner in The Calling: Ruf des Bösen mit Susan Sarandon. 2015 übernahm Brugel als Marci Coates eine wiederkehrende Rolle in der dritten Staffel der Serie Orphan Black und hatte zudem einen Auftritt als Officer Parker im Film Raum von Regisseur Lenny Abrahamson. Auch in Suicide Squad und Sadie's Last Days on Earth folgten kleine Filmnebenrollen.
Seit 2016 ist Brugel als Pastorin Nina Gomez in der Sicom Kim's Convenience in einer wiederkehrenden Rolle zu sehen. Ein Jahr später wurde sie als Rita Teil der Besetzung der Serie The Handmaid’s Tale – Der Report der Magd, die mit Beginn der zweiten Staffel 2018 zu einer Hauptrolle ausgebaut wurde. Ab 2020 übernahm sie in der Serie Snowpiercer als Egenia eine wiederkehrende Rolle.

## Sonstiges
2013 gründete Brugel die Non-Profit-Organisation Brugs Army, die sich über Social Media für die Belange von Frauen und Kindern aus schwierigen Verhältnissen einsetzt. Sie ist seit 2008 mit Marcel Lewis verheiratet, mit dem sie zwei gemeinsame Söhne, Jude und Phoenix, hat. Brugel ist zudem das Gesicht der Kampagne des Canada Media Fund.

## Filmografie (Auswahl)
- 1999: Vendetta – Das Gesetz der Gewalt (Vendetta, Fernsehfilm)
- 2000: Ein ganz besonderes Weihnachtsfest (A Diva's Christmas Carol, Fernsehfilm)
- 2001: Soul Food (Fernsehserie, Episode 1x18)
- 2001: Jason X
- 2001: Leap Years (Fernsehserie, 1x04)
- 2002: 10,000 Black Men Named George (Fernsehfilm)
- 2002: The 5th Quadrant (Fernsehserie, Episode 1x10)
- 2002: Jack & Ella
- 2003: Beautiful Girl – Schwer in Ordnung (Beautiful Girl, Fernsehfilm)
- 2004: Wild Card (Fernsehserie, Episode 1x18)
- 2004: Doc (Fernsehserie, Episode 4x16)
- 2004: Category 6 – Der Tag des Tornado (Category 6: Day of Destruction, Fernsehfilm)
- 2005: Kevin Hill (Fernsehserie, Episode 1x13)
- 2005: The Newsroom (Fernsehserie, Episode 3x04)
- 2005: Kojak (Fernsehserie, Episode 1x02)
- 2006: This Is Wonderland (Fernsehserie, Episode 3x09)
- 2006: G-Spot (Fernsehserie, Episode 2x01)
- 2007: Die Vögel – Attack From Above (Kaw)
- 2007: Göttlicher Zufall (What If God Were the Sun?, Fernsehfilm)
- 2008: M.V.P. (Fernsehserie, 8 Episoden)
- 2008: Paradise Falls (Fernsehserie, 4 Episoden)
- 2009: The Death of Alice Blue
- 2010: Life Unjarred (Fernsehserie, 2 Episoden)
- 2011: InSecurity (Fernsehserie, Episode 2x09)
- 2012: Die Firma (The Firm, Fernsehserie, 3 Episoden)
- 2012: Saving Hope (Fernsehserie, Episode 1x02)
- 2012: Flashpoint – Das Spezialkommando (Flashpoint, Fernsehserie, Episode 5x02)
- 2013: Sex After Kids
- 2013: The Boy Who Smells Like Fish
- 2013: Warehouse 13 (Fernsehserie, Episode 4x13)
- 2013: Nikita (Fernsehserie, Episode 3x22)
- 2013: Covert Affairs (Fernsehserie, 5 Episoden)
- 2013–2014: Seed (Fernsehserie, 26 Episoden)
- 2014: Maps to the Stars
- 2014: The Calling: Ruf des Bösen (The Calling)
- 2015: Dark Matter (Fernsehserie, 2 Episoden)
- 2015: Orphan Black (Fernsehserie, 5 Episoden)
- 2015: Raum (Room)
- 2016: Love’s Complicated (Fernsehfilm)
- 2016: Suicide Squad
- 2016: Eyewitness (Fernsehserie, 6 Episoden)
- 2016: Sadie’s Last Days on Earth
- 2016: You Got Trumped: The First 100 Days (Fernsehserie, 5 Episoden)
- 2016–2021: Kim’s Convenience (Fernsehserie, 23 Episoden)
- 2017: Kodachrome
- 2017–2025: The Handmaid’s Tale – Der Report der Magd (The Handmaid's Tale, Fernsehserie, 42 Episoden)
- 2018: Emmy (Kurzfilm)
- 2018: Workin’ Moms (Fernsehserie, 5 Episoden)
- 2019–2020: Dare Me (Fernsehserie, 7 Episoden)
- 2020: Becky
- 2020: Like a House on Fire
- 2020: Flashback
- 2020–2022: Snowpiercer (Fernsehserie, 6 Episoden)
- 2021: Like a House on Fire
- 2021–2022: Pretty Hard Cases (Fernsehserie, 8 Episoden)
- 2021–2023: Something Undone (Fernsehserie, 5 Episoden)
- 2022: Ashgrove
- 2022: Sort Of (Fernsehserie, 3 Episoden)
- 2023: Infinity Pool
- 2024: Dark Matter (Fernsehserie, 5 Episoden)
- 2024: Parish (Fernsehserie, 3 Episoden)
- 2024: Law & Order Toronto – Criminal Intent (Fernsehserie, Episode 1x03)
- 2025: Sweetness
- 2025: Murderbot (Fernsehserie)

## Auszeichnungen und Nominierungen (Auswahl)
ACTRA Award
- 2014: Auszeichnung als Beste Darstellerin für Sex After Kids

Canadian Comedy Awards
- 2014: Nominierung als Beste Darstellerin in einem Film für Sex After Kids

Canadian Screen Awards
- 2019: Nominierung als Beste Gastdarstellerin in einer Comedyserie für Workin' Moms

Gold Derby Awards
- 2018: Auszeichnung für das Beste Ensemble in The Handmaid's Tale